# Warwick
Warwick (/ˈwɒɹɪk/ⓘ) es una ciudad inglesa, capital del condado de Warwickshire, en el Reino Unido. Está ubicada a orillas del río Avon y posee una población de 25 434 habitantes, según el censo de 2001.

## General
Se encuentra a 18 km al sur de Coventry y 4 km al oeste de Leamington Spa. Lo más destacable de la ciudad es el impresionante castillo de Warwick. La construcción de este castillo empezó en el año 1068 y es punto de interés para la atracción de una innumerable cantidad de turistas procedentes de todo el mundo. El centro de la ciudad es conocido también por su arquitectura histórica y contiene una mezcla del estilo Tudor y edificios del siglo XVII.
El Warwick School se trata de una institución independiente para la educación de chicos y es famosa por ser la tercera superviviente más antigua de Inglaterra. La fecha de fundación de esta escuela es desconocida, no obstante se tiene cierta certeza de que sobre el año 914 podría existir. Hace algunos años la escuela ha tenido el honor de ofrecer al rey Eduardo el Confesor (c. 1004-1066) la coronación entre sus paredes, aunque no existe evidencia directa de esto, aunque Enrique VIII refundó la escuela en el 1545. Sea como sea, no hay duda que fue una escuela de gramática en la ciudad de Warwick desde la Conquista Normanda, y la escuela se ubicó donde está ahora, al sur del río Avon desde 1879. La Warwick School es parte de las escuelas fundacionales de Warwick y ahora existe la escuela para señoritas (Warwick Preparatory School). Otras escuelas secundarias en Warwick incluyen la Myton School y la Aylesford School, ambas públicas y mixtas.
La Universidad de Warwick es de denominación algo confusa, ya que fue denominada después de que fuera asignada al 'condado' de Warwickshire, en vez de a la ciudad y de hecho está alejada a varios kilómetros al norte de ésta, a las afueras de Coventry.
Warwick es conocido también por sus carreras de caballos cerca de la verja del este aloja a muchas retransmisiones televisivas a lo largo del año.

## Historia
Según la tradición, Warwick fue fundada el año 914 a orillas del Avon cuando Ethelfleda, hermana del rey de Mercia Eduardo el Viejo (Edward the Elder) construía las defensa contra la invasión vikinga. Estas defensas fueron la base del castillo de Warwick. El nombre "Warwick" significa "viviendas cerca de la presa (weir)". Los vikingos invadieron Mercia en 1016 y destruyeron gran parte de Warwick, incluyendo el convento que estaba ubicado donde está actualmente la iglesia de San Nicolás.
Warwick se convirtió en un pueblo importante del reino de Mercia por sus fortificaciones. Cuando Guillermo el Conquistador hizo el censo del Domesday Book, alrededor de 1086, Warwick era una comuna real (royal borough).

Las fortificaciones y empalizadas hicieron de Warwick que llegara a ser un centro importante administrativo en aquellos tiempos. A comienzos del siglo XI la Inglaterra anglosajona fue dividida en áreas administrativas y que se denominaban shires, el shire administrado para Warwick se llegó a conocer como Warwickshire. En aquellos tiempos del Domesday Book, Warwick era un condado real.

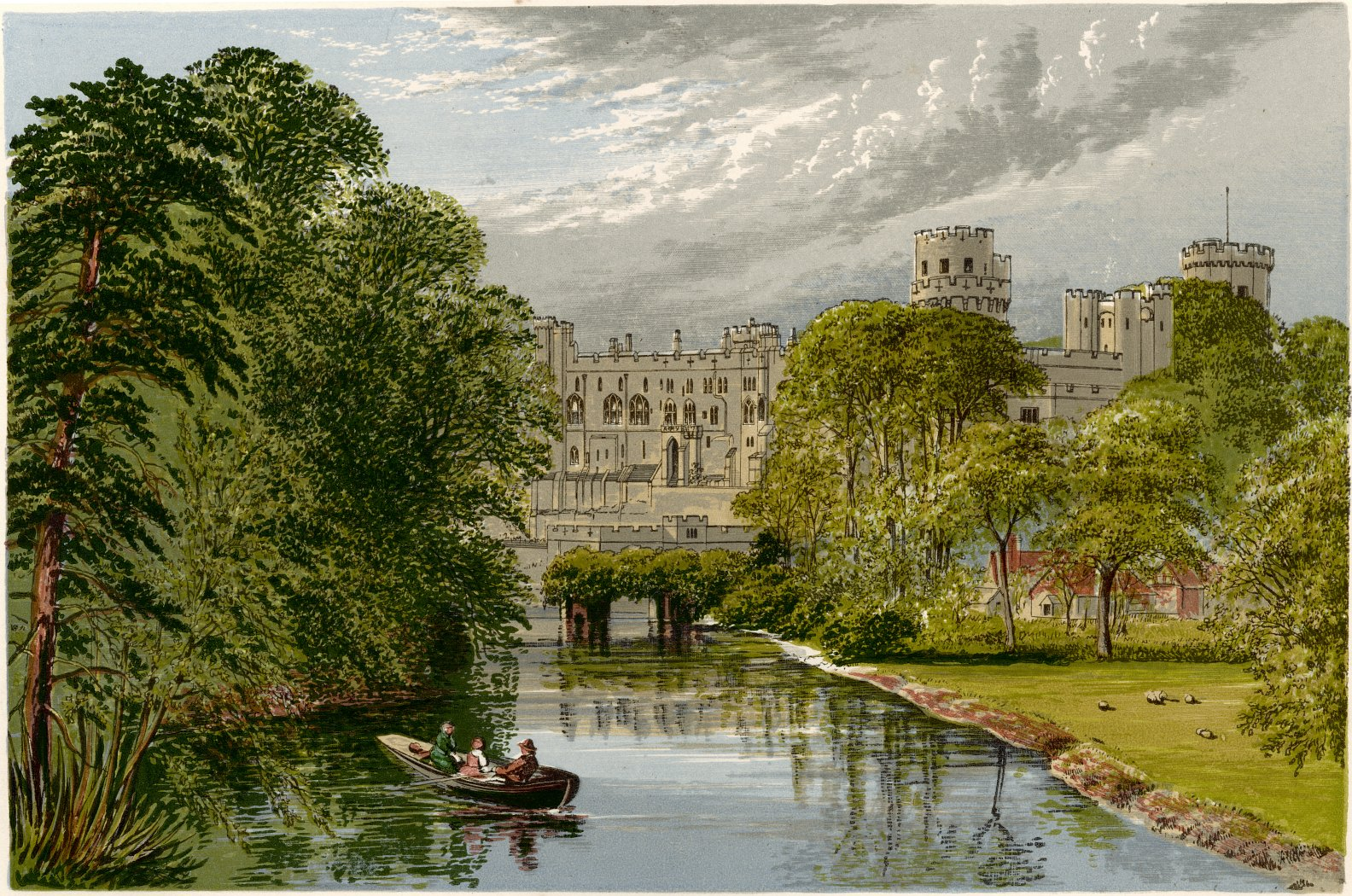
Ilustración del castillo de Warwick en el.

En la época medieval la ciudad de Warwick permaneció bajo el control de varios condados (Condado de Warwick), la mayor parte de ellos pertenecientes a la familia de Beauchamp, y fue durante esta época cuando se amuralló. Hoy en día sólo se pueden observar las murallas del este así como las verjas de algunas casas. Las verjas del este hoy en día sirven como parte del King's High School, una institución religiosa adscrita a la escuela de Warwick. Warwick no fue incorporada a la ciudad hasta 1545.
En 1694 tuvo lugar el Gran Incendio de Warwick.

## Transporte y accesos
Warwick está ubicada cerca de la M40 motorway y de la A46 trunk road. La ciudad tiene una buena conexión mediante tren que conecta directamente con los servicios de Londres, Birmingham y Stratford-upon-Avon todos ellos provistos por las empresas privadas Chiltern Railways desde Estación de Warwick en la ciudad y también desde Warwick Parkway, una nueva estación abierta a los transportes desde 2000 y que se encuentra a unos kilómetros de la ciudad. El otro operador de trenes en Warwick es Central Trains (a Birmingham y Stratford). El Grand Union Canal y el río Avon pasan por la ciudad.

## Sitios de interés

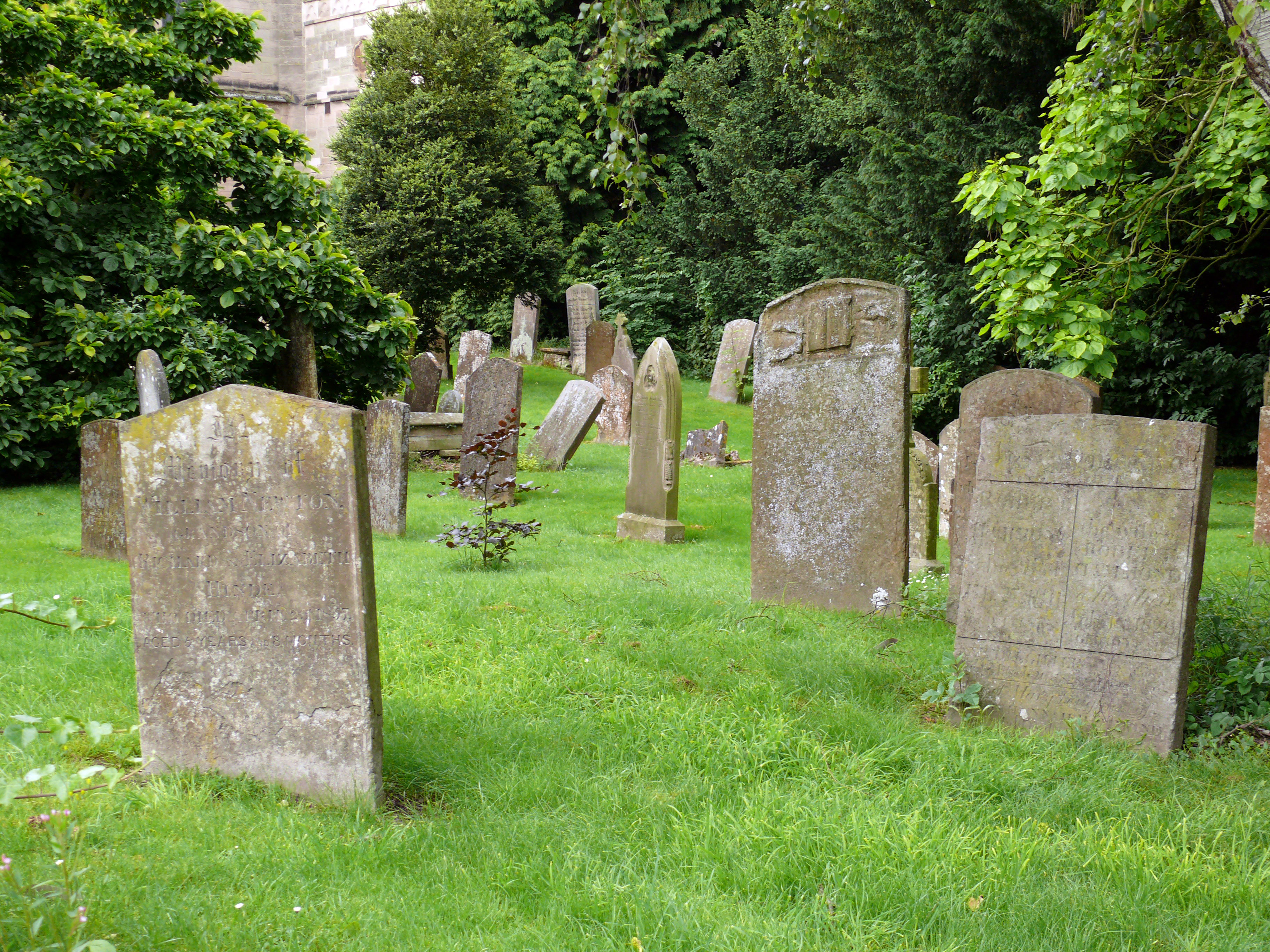
Antiguo cementerio protestante de Warwick.

- Warwick Castle
- Lord Leycester hospital
- Lord Leycester hotel
- The Warwickshire Museum
- Collegiate Church of St Mary

## Ciudades hermanadas
- Warwick (Estados Unidos)
- Saumur (Francia)
- Verden (Alemania)